# 法昆多·佩利斯特里
法昆多·佩利斯特里·雷沃略（西班牙語：Facundo Pellistri Rebollo，發音：[faˈkundo peˈlistɾi]；2001年12月20日—）是一名乌拉圭职业足球运动员，场上司职边锋，现在效力希臘足球超級聯賽球队彭拿典奈高斯。

## 职业生涯
佩利斯特里是佩纳罗尔的青训学院毕业生，曾在蒙得维的亚的河床竞技俱乐部和La Picada踢过青年足球。 他在2019年8月11日佩纳罗尔2-2战平防卫者体育的比赛中上演职业首秀。他在2019年11月6日3-1战胜塞罗的比赛中打进处子进球。
2020年10月，他以900萬鎊的轉會費來到曼聯，但沒有得到一線隊上陣機會。2021年冬季轉會窗他被曼聯外借到西甲的艾拉維斯。

## 榮譽
曼联
- 英格兰联赛盃冠军：2022–23